# August Zaleski

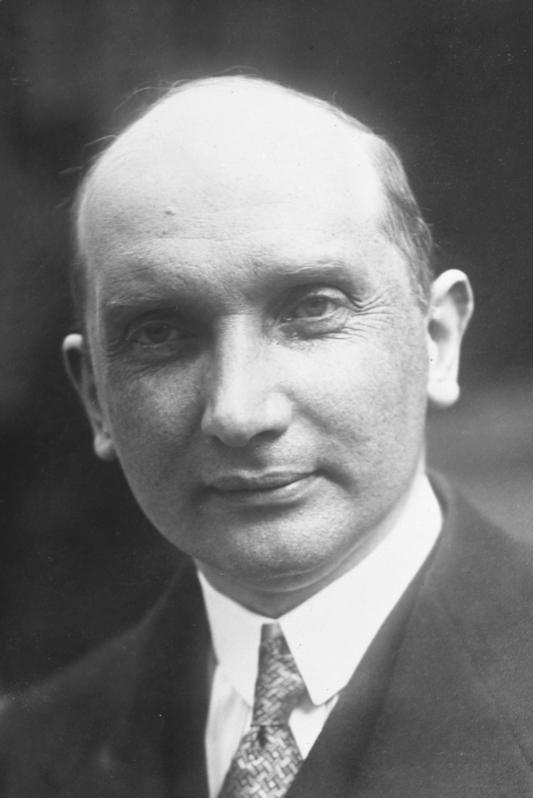
Presidente da Polónia no Exílio (1947-1972)

August Zaleski (Varsóvia; 13 de setembro de 1883 – 7 de abril de 1972) foi um economista, político e diplomata polaco. Serviu duas vezes como Ministro dos Negócios Estrangeiros da República da Polónia, e serviu como o 6º Presidente da Polónia no 2º Governo polaco no Exílio.

## Biografia
Augusto Zaleski, nasceu em Varsóvia, no dia 13 de setembro, 1883. Em 1901, tornou-se um bibliotecário para a família Krasiński, mas mudou-se para Londres, onde tirou um mestrado pela London School of Economics. Foi incapaz de retornar à Polónia durante a Primeira Guerra Mundial e em 1917 leccionou o idioma Polaco em Londres. Interessou-se sobre a maçonaria, e ficou como um dos colaboradores do Comité Nacional Polaco, instituição que se viria a tornar representante da Polónia para a Tríplice Entente. Como tal, ele foi um dos enviados de Roman Dmowski para assegurar políticos ingleses que Józef Piłsudski tinha para combater a Rússia, e não o Ocidente.
Em 1918, quando a Polónia recuperou sua independência, Zaleski provou ser um hábil diplomata e serviu em várias embaixadas polacas na Suíça, Grécia, Itália e foi um enviado à Sociedade das Nações (foi embaixador na Alemanha e na Suíça). Após o Golpe de Maio de 1926, ele ficou com o exército do Marechal Józef Piłsudski e, até 1932, ocupou o cargo de ministro dos negócios estrangeiros, nos dois subsequentes governos. Entre 1928 e 1935, Zaleski também foi membro do Senado da Polónia. No final de seu mandato, retirou-se da política activa e tornou-se presidente do Bank Handlowy, um dos mais conhecidos bancos polacos do tempo. Ele ocupou esse cargo até à invasão da Polônia (1939), quando conseguiu evacuar os bens da sua empresa, primeiro para a França, depois para o Reino Unido.
No exílio, Zaleski, mais uma vez tornou-se ministro dos negócios estrangeiros, desta vez, no governo do General Władysław Sikorski. Em junho de 1947, Zaleski, foi nomeado Presidente do governo polaco no exílio. Inicialmente apoiado por muitos polacos na diáspora, indicou o General Tadeusz Bór-Komorowski para ser primeiro-ministro. No entanto, até ao final do seu mandato de sete anos, Zaleski foi enfrentando uma oposição em desacordo com grande parte da elite política. Sua resposta foi estender o mandato, e nomear Stanisław Gato-Mackiewicz para primeiro-ministro. Muitos polacos no exílio (entre eles Bór-Komorowski e Władysław Anders) consideraram esta extensão ilegal, e foi criado um "Conselho dos Três", para assumir a função de presidente da Polónia até que Zaleski renunciou ao seu posto.
August Zaleski morreu em 7 de abril de 1972, em Londres. Entre os seus papéis, para a nomeação de seu sucessor, um nomeava Stanisław Ostrowski e outro, talvez forjado, nomeava Juliusz Nowina-Sokolnicki. O Conselho dos Três aceitou Ostrowski e dissolveu-se.